# Steve Willaert
Steve Willaert (23 mei 1961) is een Belgisch componist en producer van met name filmmuziek.
Willaert componeert zowel muziek voor film als voor televisie. Hij zorgde onder andere voor de soundtrack van de series Aspe, Stille Waters en Katarakt, maar verzorgde daarnaast ook de originele filmmuziek voor de film De Hel van Tanger. Hij produceerde onder andere This Time en Back For More voor Natalia. Ook had Willaert een jarenlange samenwerking met Will Tura. Internationale artiesten als Françoise Hardy, Johnny Logan, Youssou N'Dour, Leo Sayer, Toots Thielemans en Zucchero maakten gebruik van zijn diensten als arrangeur. Ook waren arrangementen voor het London Philharmonic Orchestra en het Nationaal Orkest van België van zijn hand.

## Filmografie
- 2005: De Indringer
- 2006: De Hel van Tanger
- 2007: Vermist
- 2008: Dunya en Desie in Marokko
- 2008: Christmas In Paris
- 2010: Zot van A.
- 2010: De eetclub
- 2010: De president
- 2010: Tony 10
- 2013: Het vonnis
- 2014: Brabançonne
- 2015: Kidnep
- 2015: Lee & Cindy C.
- 2015: F.C. De Kampioenen 2: Jubilee General
- 2015: Wat mannen willen
- 2016: Broer
- 2016: Achter de wolken
- 2017: F.C. De Kampioenen 3: Forever
- 2018: Citizen Lane
- 2018: De Collega's 2.0
- 2019: Urbanus: De vuilnisheld
- 2019: De Liefhebbers
- 2019: Bumperkleef
- 2019: F.C. De Kampioenen 4: Viva Boma!
- 2022: Zeppos - Het Mercatorspoor

## Overige producties

### Televisieseries
- 2001: Stille Waters
- 2004-2013: Aspe
- 2005: Halleluja!
- 2007: Katarakt
- 2008-2016: Vermist
- 2010: Oud België
- 2010: Dag & Nacht: Hotel Eburon
- 2010: Dubbelleven
- 2010: Het goddelijke monster
- 2010-2012: Rang 1
- 2012: The Spiral
- 2012-2013: Salamander
- 2013: Crème de la Crème
- 2013: Albert II (miniserie)
- 2013: Eigen kweek  (miniserie)
- 2013: Zusjes
- 2014: Hollands Hoop
- 2015: Vossenstreken
- 2015: De Bunker
- 2016: Als de dijken breken
- 2018: De infiltrant
- 2018: 40-45 musical
- 2019: Undercover
- 2020: Black-out
- 2022: Red star line musical
- 2022:  Chantal